# Neanura growae
Neanura growae är en urinsektsart som beskrevs av Christiansen och Bellinger 1980. Neanura growae ingår i släktet Neanura och familjen Neanuridae. Inga underarter finns listade i Catalogue of Life.